# Mistrovství Evropy v orientačním běhu 2024
16. Mistrovství Evropy v orientačním běhu (European Orienteering Championships 2024) proběhlo ve dnech 16.–20. srpna 2024 v Maďarsku, konkrétně v okolí města Mór v kopcovité krajině pohoří Vértes. Tento vrcholný podnik evropského orientačního běhu, pořádaný pod záštitou IOF, představoval klíčovou událost sezóny a zároveň důležitou část Světového poháru 2024. Program mistrovství zahrnoval tři tradiční lesní disciplíny: technicky náročný závod na krátké trati (middle), vytrvalostní klání na dlouhé trati (long) a napínavé štafetové závody. Mistrovství se vyznačovalo vyrovnanými souboji mezi tradičními evropskými velmocemi orientačního běhu v čele se Švédskem, Norskem a Švýcarskem. Výrazného úspěchu dosáhlo také hostitelské Maďarsko, jehož závodníci předvedli silné výkony před domácím publikem. Terény v pohoří Vértes, charakteristické členitým reliéfem a hustými lesními porosty, prověřily všechny aspekty orientačního umění – od techniky čtení mapy po fyzickou připravenost závodníků.
Souběžně s mistrovstvím probíhala série závodů Hungaria Cup, která umožnila amatérským běžcům zažít atmosféru velkého podniku v identických terénech jako elitní závodníci. Organizátoři z Maďarského svazu orientačního běhu připravili vzorně zajištěnou akci, jež posílila prestiž maďarského orientačního běhu v evropském měřítku.

## Program závodů
Evropské mistrovství v orientačním běhu 2024 (EOC 2024) proběhlo od 16. do 20. srpna v náročných terénech pohoří Vértes v západním Maďarsku. Celý šampionát odstartoval 16. srpna kvalifikačními závody na střední trati (middle) v okolí Csákberény, které sloužily jako vstupní brána do hlavních závodů. Následující den 17. srpna se v lesích u Csókakő uskutečnilo finále střední trati, kde závodníci čelili technicky náročnému terénu s množstvím skalních útvarů a strmých svahů. Vrcholem individuálních disciplín byl závod na dlouhé trati (long), konaný 18. srpna opět v okolí Csókakő. Tato trať s výrazným převýšením prověřila jak fyzickou připravenost, tak schopnost strategického rozhodování při volbě optimálních trasových variant. Mistrovství vyvrcholilo 20. srpna štafetovými závody ve Várgesztes, které tradičně nabídly dramatické souboje s napínavými finiši.
Celý program doplnily veřejné závody Hungaria Cup, umožňující amatérským běžcům zažít atmosféru mistrovství. Organizátoři využili rozmanitost místního terénu, který kombinoval husté lesní porosty s otevřenými pastvinami a charakteristickými vápencovými útvary, čímž vytvořili ideální podmínky pro vrcholné orientační závody.
| Mór Centrum Mistrovství Evropy v orientačním běhu 2024 | Datum          | Závod                              | Místo konání |
| ------------------------------------------------------ | -------------- | ---------------------------------- | ------------ |
| Mór Centrum Mistrovství Evropy v orientačním běhu 2024 | 16. srpna 2024 | Krátká trať (middle) - kvalifikace | Mór          |
| Mór Centrum Mistrovství Evropy v orientačním běhu 2024 | 17. srpna 2024 | Krátká trať (middle) - finále      | Mór          |
| Mór Centrum Mistrovství Evropy v orientačním běhu 2024 | 18. srpna 2024 | Dlouhá trať (long)                 | Mór          |
| Mór Centrum Mistrovství Evropy v orientačním běhu 2024 | 20. srpna 2024 | Štafety                            | Mór          |

## Účastníci
Mistrovství se zúčastnili sportovci z 31 členských výprav Mezinárodní federace orientačního běhu, kteří soutěžili ve sprintových disciplínách. Z celkem 298 závodníků bylo 171 mužů a 127 žen. Celkový počet účastníků včetně týmových funkcionářů činil 355 osob.
- Poznámka: Data o účastnících zahrnují pouze akreditované osoby registrované v oficiálním systému IOF Eventor. Konečné počty se mohou mírně lišit v závislosti na skutečné účasti v jednotlivých závodech.*

- Austrálie (4+1)
- Rakousko (7+5)
- Belgie (2+3)
- Bulharsko (4+4)
- Kanada (2+1)
- Chorvatsko (5+0)
- Česko (7+6)
- Dánsko (7+8)
- Estonsko (7+4)
- Finsko (8+9)
- Francie (9+6)
- Německo (7+6)
- Spojené království (6+6)
- Hongkong (4+4)
- Maďarsko (13+8)
- Irsko (3+1)
- Izrael (3+0)
- Itálie (3+2)
- Japonsko (4+2)
- Lotyšsko (6+4)
- Litva (4+1)
- Moldavsko (1+0)
- Nizozemsko (1+0)
- Nový Zéland (3+1)
- Severní Makedonie (1+0)
- Norsko (9+10)
- Polsko (3+3)
- Portugalsko (3+1)
- Rumunsko (4+1)
- Slovensko (3+1)
- Španělsko (4+3)
- Švédsko (11+11)
- Švýcarsko (9+10)
- Turecko (1+1)
- Ukrajina (4+4)

- Poznámka: Čísla v závorkách označují počet mužů a žen v jednotlivých výpravách.*

## Závod nakrátké trati (Middle)
Finálový závod na krátké trati mistrovství Evropy 2024 proběhl 17. srpna v náročném terénu u Csókakő v pohoří Vértes v Maďarsku. Trať o délce 5,1 km u mužů a 4,5 km u žen s technicky náročným profilem se stala dějištěm dramatických soubojů.  V mužské kategorii zvítězil norský závodník Eirik Langedal Breivik časem 42:34, který dokázal využít navigačních chyb svých soupeřů v závěrečné fázi závodu. Stříbro získal jeho krajan Kasper Harlem Fosser (+24 sekund) a bronz švédský reprezentant Albin Ridefelt (+1:04). Český závodník Tomáš Křivda obsadil těsně pod stupni vítězů čtvrté místo se ztrátou 1:40.  Ženský závod ovládla švýcarská orientační běžkyně Simona Aebersoldová časem 40:51. Další místa na stupních vítězů obsadily její krajanka Natalija Gemperleová (+2:19) a norská závodnice Andrine Benjaminsenová (+3:17). Velkým překvapením bylo čtvrté místo favorizované Švédky Tove Alexanderssonová, která udělala zásadní chybu již na počátku závodu.  Terén v okolí Csókakő charakterizovaný strmými svahy a hustým lesním porostem výrazně prověřil schopnosti závodníků. Kontrola č. 20 se stala osudnou pro mnoho favoritů, kteří zde ztratili cenné vteřiny. Závod probíhal za vysokých teplot přesahujících 30 °C, což kladlo další nároky na fyzickou připravenost účastníků. 
| Zkrácené výsledky                                                                                        | Zkrácené výsledky                                                                                        | Zkrácené výsledky                                                                                        | Zkrácené výsledky                                                                                        | Zkrácené výsledky                                                                                       | Zkrácené výsledky                                                                                       | Zkrácené výsledky                                                                                       | Zkrácené výsledky                                                                                       |
| Muži | Muži | Muži | Muži | Ženy | Ženy | Ženy | Ženy |
| --- | --- | --- | --- | --- | --- | --- | --- |
| - Traťové parametry: 5,10 km, 22 kontrol, 390 m převýšení - Mapa : Csákberény-Csókakő-dél - 59 závodníků | - Traťové parametry: 5,10 km, 22 kontrol, 390 m převýšení - Mapa : Csákberény-Csókakő-dél - 59 závodníků | - Traťové parametry: 5,10 km, 22 kontrol, 390 m převýšení - Mapa : Csákberény-Csókakő-dél - 59 závodníků | - Traťové parametry: 5,10 km, 22 kontrol, 390 m převýšení - Mapa : Csákberény-Csókakő-dél - 59 závodníků | - Traťové parametry: 4,5 km, 19 kontrol, 340 m převýšení - Mapa : Csákberény-Csókakő-dél - 60 závodníků | - Traťové parametry: 4,5 km, 19 kontrol, 340 m převýšení - Mapa : Csákberény-Csókakő-dél - 60 závodníků | - Traťové parametry: 4,5 km, 19 kontrol, 340 m převýšení - Mapa : Csákberény-Csókakő-dél - 60 závodníků | - Traťové parametry: 4,5 km, 19 kontrol, 340 m převýšení - Mapa : Csákberény-Csókakő-dél - 60 závodníků |
| Umístění                                                                                                 | Jméno | Čas | Ztráta                                                                                                   | Umístění                                                                                                | Jméno                                                                                                   | Čas | Ztráta                                                                                                  |
| Zlatá medaile                                                                                            | Eirik Langedal Breivik                                                                                   | 42:34 | | Zlatá medaile                                                                                           | Simona Aebersoldová                                                                                     | 40:51                                                                                                   | |
| Stříbrná medaile                                                                                         | Kasper Harlem Fosser                                                                                     | 42:58 | +0:24 | Stříbrná medaile                                                                                        | Natalija Gemperleová                                                                                    | 43:10                                                                                                   | +2:19                                                                                                   |
| Bronzová medaile                                                                                         | Albin Ridefelt                                                                                           | 43:39 | +1:04 | Bronzová medaile                                                                                        | Andrine Benjaminsen                                                                                     | 44:09                                                                                                   | +3:18                                                                                                   |
| 4 | Tomáš Křivda                                                                                             | 44:15 | +1:40 | 4 | Tove Alexanderssonová                                                                                   | 45:14                                                                                                   | +4:23                                                                                                   |
| 5 | Loïc Capbern                                                                                             | 44:49 | +2:14 | 5 | Paula Gross                                                                                             | 46:05                                                                                                   | +5:14                                                                                                   |
| 6 | Emil Svensk                                                                                              | 44:52 | +2:17 | 6 | Ines Berger                                                                                             | 46:41                                                                                                   | +5:49                                                                                                   |
| Oficiální výsledky mužů, Oficiální výsledky žen                                                          | | | | | | | |

## Závod naklasické trati (Long) - finále
Finále závodu na dlouhé trati mistrovství Evropy 2024 se uskutečnilo 18. srpna v pohoří Vértes v okolí města Mór. Mužská trať měřila 13,9 km s převýšením 850 m, zatímco ženská trať měla délku 10,8 km s převýšením 630 m. Náročný terén s hustými lesními porosty, strmými svahy a technickými volbami tras prověřil fyzickou i mentální připravenost závodníků.  V mužské kategorii zvítězil norský závodník Kasper Harlem Fosser, který trať zdolal v čase 1:37:13 a potvrdil svou dominanci v této disciplíně. Druhé místo obsadil švýcarský veterán Daniel Hubmann (+3:43), zatímco bronz získal Fin Miika Kirmula (+4:33). Český reprezentant Tomáš Křivda dosáhl na solidní 25. místo s časem 1:53:12, což představuje ztrátu 15:58 na vítěze.  V ženském závodě triumfovala Švédka Tove Alexanderssonová, která trať dokončila v čase 1:25:43 a získala další titul mistryně Evropy. Druhá skončila Švýcarka Simona Aebersoldová (+4:04) a třetí byla Norka Andrine Benjaminsenová (+6:51). Česká reprezentantka Tereza Rauturier obsadila výborné 13. místo s časem 1:43:55, zatímco její krajanka Denisa Kosová skončila na 19. příčce s časem 1:47:45.  Závod byl poznamenán vysokými teplotami, které přesahovaly 30 °C, což kladlo velké nároky na fyzickou kondici závodníků. Klíčovým momentem se stala volba trasy mezi kontrolami č. 8 a č. 9, kde mnoho závodníků ztratilo cenné minuty kvůli špatnému rozhodnutí. Atmosféru závodu umocnilo nadšení diváků v cílové aréně, kteří podporovali domácí i zahraniční běžce. 
| - Traťové parametry: 13,9 km, 850 m převýšení, 25 kontrol - Mapa : Csákberény-Csókakő | - Traťové parametry: 13,9 km, 850 m převýšení, 25 kontrol - Mapa : Csákberény-Csókakő | - Traťové parametry: 13,9 km, 850 m převýšení, 25 kontrol - Mapa : Csákberény-Csókakő | - Traťové parametry: 13,9 km, 850 m převýšení, 25 kontrol - Mapa : Csákberény-Csókakő | - Traťové parametry: 10,78 km, 630m převýšení, 22 kontrol - Mapa : Csákberény-Csókakő | - Traťové parametry: 10,78 km, 630m převýšení, 22 kontrol - Mapa : Csákberény-Csókakő | - Traťové parametry: 10,78 km, 630m převýšení, 22 kontrol - Mapa : Csákberény-Csókakő | - Traťové parametry: 10,78 km, 630m převýšení, 22 kontrol - Mapa : Csákberény-Csókakő |
| Umístění                                                                              | Jméno                                                                                 | Čas                                                                                   | Ztráta                                                                                | Umístění                                                                              | Jméno                                                                                 | Čas                                                                                   | Ztráta                                                                                |
| Zlatá medaile                                                                         | Kasper Harlem Fosser                                                                  | 1:37:13                                                                               |                                                                                       | Zlatá medaile                                                                         | Tove Alexanderssonová                                                                 | 1:25:43                                                                               |                                                                                       |
| Stříbrná medaile                                                                      | Daniel Hubmann                                                                        | 1:40:57                                                                               | +3:43                                                                                 | Stříbrná medaile                                                                      | Simona Aebersoldová                                                                   | 1:29:47                                                                               | +4:04                                                                                 |
| Bronzová medaile                                                                      | Miika Kirmula                                                                         | 1:41:47                                                                               | +4:33                                                                                 | Bronzová medaile                                                                      | Andrine Benjaminsen                                                                   | 1:32:34                                                                               | +6:51                                                                                 |
| 4                                                                                     | Emil Svensk                                                                           | 1:42:24                                                                               | +5:10                                                                                 | 4                                                                                     | Natalija Gemperleová                                                                  | 1:37:05                                                                               | +11:22                                                                                |
| 5                                                                                     | Fabian Aebersold                                                                      | 1:43:20                                                                               | +6:06                                                                                 | 5                                                                                     | Evely Kaasiku                                                                         | 1:39:55                                                                               | +14:12                                                                                |
| 6                                                                                     | Viktor Svensk                                                                         | 1:43:46                                                                               | +6:32                                                                                 | 6                                                                                     | Kamilla Steiwer                                                                       | 1:40:05                                                                               | +14:22                                                                                |
| Oficiální výsledky (IOF)                                                              |                                                                                       |                                                                                       |                                                                                       |                                                                                       |                                                                                       |                                                                                       |                                                                                       |

## Závod štafet
Štafetové závody na Mistrovství Evropy v orientačním běhu 2024 se konaly 20. srpna v okolí města Várgesztes v pohoří Vértes. Náročný terén s prudkými svahy a hustým lesním porostem, spolu s vysokými teplotami dosahujícími až 33 °C, kladl extrémní nároky na fyzickou i mentální připravenost závodníků.  V ženské kategorii zvítězil tým Švýcarska ve složení Ines Bergerová, Natalija Gemperleová a Simona Aebersoldová, který trať zdolal v čase 1:46:23. Stříbro získalo Norsko (Kamilla Steiwer, Marie Olaussen, Andrine Benjaminsen) se ztrátou pouhých 21 sekund, zatímco bronz patřil Švédsku (Johanna Ridefelt, Hanna Lundberg, Tove Alexanderssonová) se ztrátou 2:45. Český tým, který reprezentovaly Lucie Semíková, Denisa Kosová a Tereza Rauturier, obsadil konečné 8. místo s časem 1:55:20.  Mužskou štafetu ovládlo Norsko (Eskil Kinneberg, Eirik Langedal Breivik, Kasper Harlem Fosser) časem 1:46:28, čímž obhájilo svůj titul z předchozího mistrovství. Druhé místo získalo Švédsko (Viktor Svensk, Albin Ridefelt, Emil Svensk) se ztrátou 2:08 a bronz patřil Švýcarsku (Daniel Hubmann, Fabian Aebersold, Joey Hadorn) se ztrátou 2:48. Český tým (Daniel Vandas, Miloš Nykodým, Tomáš Křivda) skončil na solidním 5. místě s časem 1:50:43. Závod byl poznamenán bouřkou během finálních úseků, která ztížila orientaci v lese. Klíčovým momentem bylo rozhodnutí Simony Aebersoldové na posledním úseku, kdy přesnou volbou trasy získala rozhodující náskok před norskou Andrine Benjaminsenovou. V mužské kategorii vytvořil Eirik Langedal Breivik na druhém úseku výrazný náskok, který Kasper Harlem Fosser bezpečně udržel až do cíle. 
| Zlatá medaile            | Norsko (Eskil Kinneberg, Eirik Langedal Breivik, Kasper Harlem Fosser) | 1:46:28 | –     | Zlatá medaile    | Švýcarsko (Ines Berger, Natalija Gemperleová, Simona Aebersoldová) | 1:46:23 | –     |
| Stříbrná medaile         | Švédsko (Viktor Svensk, Albin Ridefelt, Emil Svensk)                   | 1:48:37 | +2:08 | Stříbrná medaile | Norsko (Kamilla Steiwer, Marie Olaussen, Andrine Benjaminsen)      | 1:46:44 | +0:21 |
| Bronzová medaile         | Švýcarsko (Daniel Hubmann, Fabian Aebersold, Joey Hadorn)              | 1:49:17 | +2:48 | Bronzová medaile | Švédsko (Johanna Ridefelt, Hanna Lundberg, Tove Alexanderssonová)  | 1:49:09 | +2:45 |
| 4.                       | Finsko (Eetu Savolainen, Olli Ojanaho, Miika Kirmula)                  | 1:50:19 | +3:50 | 4.               | Francie (Maelle Beauvir, Florence Hanauer, Cecile Calandry)        | 1:50:58 | +4:34 |
| 5.                       | Česko (Daniel Vandas, Miloš Nykodým, Tomáš Křivda)                     | 1:50:43 | +4:14 | 5.               | Finsko (Miia Niittynen, Maija Sianoja, Venla Harju)                | 1:50:59 | +4:35 |
| 6.                       | Francie (Quentin Andrieux, Lucas Basset, Mathieu Perrin)               | 1:51:33 | +5:04 | 6.               | Maďarsko (Boglárka Czako, Viktoria Mag, Rita Maramarosi)           | 1:51:00 | +4:36 |
| Oficiální výsledky (IOF) |                                                                        |         |       |                  |                                                                    |         |       |

## Medailové pořadí podle zemí
Pořadí zúčastněných zemí podle získaných medailí v jednotlivých závodech mistrovství (tzv. olympijského hodnocení).
| Medailové pořadí podle zemí | Medailové pořadí podle zemí | Medailové pořadí podle zemí | Medailové pořadí podle zemí | Medailové pořadí podle zemí | Medailové pořadí podle zemí |
| Pořadí                      | Stát                        | Zlatá medaile               | Stříbrná medaile            | Bronzová medaile            | Celkem                      |
| --------------------------- | --------------------------- | --------------------------- | --------------------------- | --------------------------- | --------------------------- |
| 1                           | Norsko                      | 3                           | 2                           | 2                           | 7                           |
| 2                           | Švýcarsko                   | 2                           | 3                           | 1                           | 6                           |
| 3                           | Švédsko                     | 1                           | 1                           | 2                           | 4                           |
| 4                           | Finsko                      | 0                           | 0                           | 1                           | 1                           |